# World Wind Energy Association
De World Wind Energy Association is een internationale non-profitorganisatie die de windenergiesector vertegenwoordigt en onderzoek en ontwikkeling over windenergie promoot. De organisatie werd gesticht in 2001 te Denemarken maar het hoofdkwartier ligt momenteel in Bonn te Duitsland. Ze heeft leden gespreid over 100 landen.

## World Wind Energy Conference
Het grootste evenement dat het organiseert is de World Wind Energy Conferences of WWEC dat telkens in een ander continent plaats grijpt.
- 2002 Berlijn (Duitsland)
- 2003 Kaapstad (Zuid-Afrika)
- 2004 Peking (China), met 2000 deelnemers
- 2005 Melbourne (Australië)
- 2006 New Delhi (India), van 6–8 november met een 900-tal deelnemers
- 2007 Mar del Plata (Argentinië), oktober
- 2008 Kingston (Canada), in juni
- 2009 Jeju (Zuid-Korea), van 23–25 juni.
- 2010 Istanboel (Turkije), 15–17 juni
- 2011 Caïro (Egypte), 31 oktober - 2 november
- 2012 Bonn (Duitsland), 3–5 juli
- 2013 Havanna (Cuba), 3–5 juni
- 2014 Shanghai (China), 7-9 april